# International Talk Like a Pirate Day

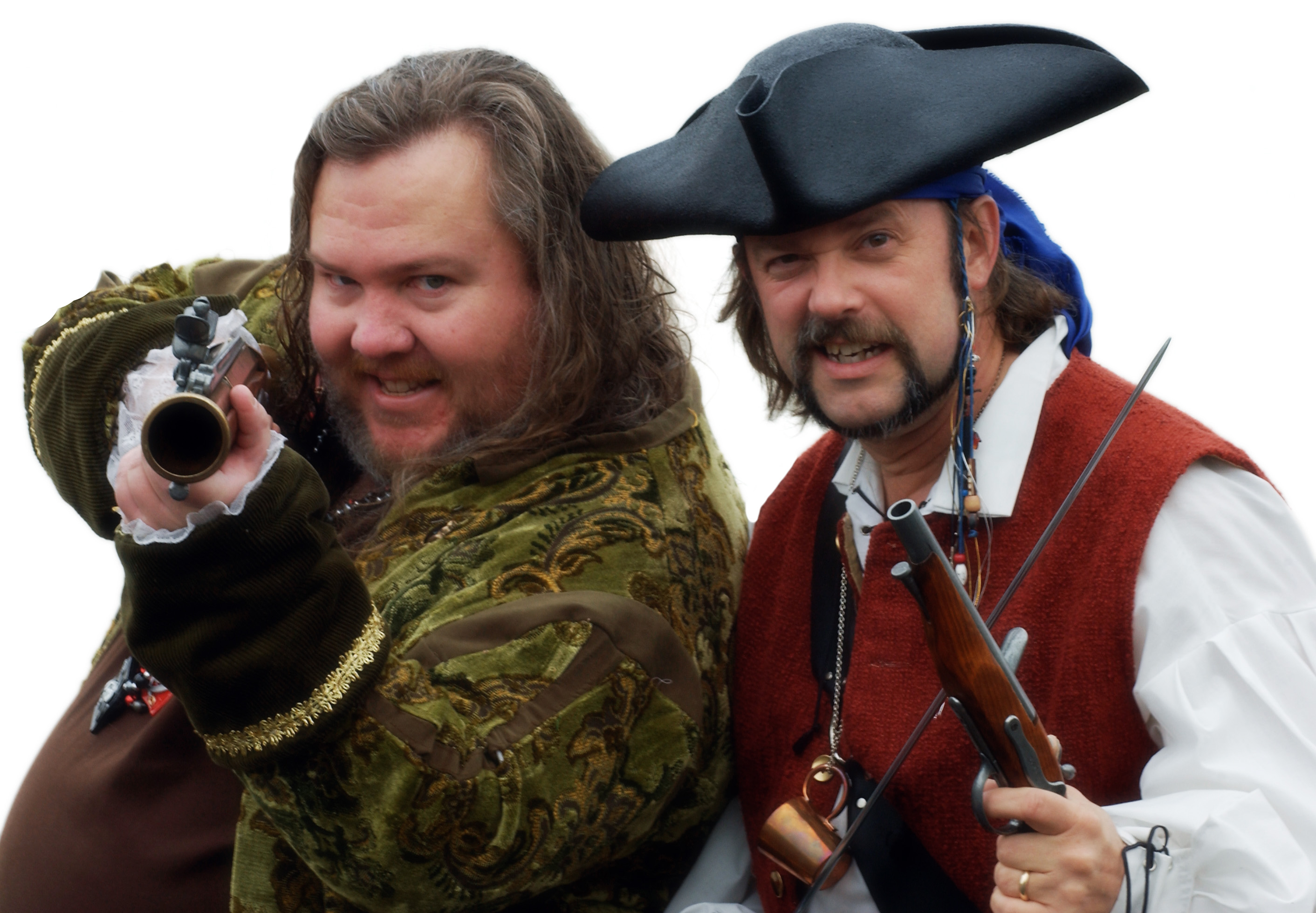
„Cap’n Slappy“ und „Ol’ Chumbucket“, die Gründer des Talk Like a Pirate Day

Der International Talk Like a Pirate Day (Sprich-wie-ein-Pirat-Tag) ist ein parodistischer Feiertag. Er wurde 1995 von den US-Amerikanern John Baur („Ol’ Chumbucket“) und Mark Summers („Cap’n Slappy“) aufgrund ihrer romantisierend-verklärten Sichtweise des so genannten „Goldenen Zeitalters der Piraterie“ ins Leben gerufen.
Der Tag wird jährlich am 19. September begangen. An diesem Tag soll man beispielsweise statt üblicher Begrüßungen wie „Hallo“ Formulierungen bzw. Akzente gemäß dem Klischee einer angeblich speziellen „Piratensprache“ verwenden. Außerdem ist dieser Tag ein Feiertag des Pastafarianismus.
Zunächst war das Ganze mehr ein interner Spaß Baurs und Summers’. Erst als die beiden Freunde dem berühmten Kolumnisten und Pulitzer-Preisträger Dave Barry von ihrem neuerfundenen Feiertag berichteten und dieser daraufhin 2002 eine Kolumne verfasste, wurden weitere Medien darauf aufmerksam. Hierdurch erhielt die Idee breitere und internationale Aufmerksamkeit.
2008 veröffentlichte die amerikanische Alternative-Country-Band Lambchop das Lied National Talk Like a Pirate Day auf ihrer CD OH (Ohio).